# 异色黄芩
异色黄芩（学名：Scutellaria discolor），为唇形科黄芩属下的一个植物种。其种加词“discolor ”意为“异色的”。